# Rio Arraial Velho
Rio Arraial Velho är ett vattendrag i Brasilien.   Det ligger i delstaten Goiás, i den centrala delen av landet, 70 km norr om huvudstaden Brasília.
I omgivningen kring Rio Arraial Velho växer huvudsakligen savannskog. Området är nästan obefolkat, med mindre än två invånare per kvadratkilometer.